# Airliners.net

Логотип сайта

Airliners.net — сайт об авиации, основанный Йоханом Лундгреном (Johan Lundgren) в 1997 году. Включает в себя большую фотогалерею, форумы, статьи про самолёты и историю авиации. 

## Фотогалерея
Фотогалерея сайта достигла миллиона снимков в 2006 и двух миллионов в июне 2012. Фотографии имеют разнообразную сопроводительную информацию о самолёте, авиакомпании, месте съёмки и т. д. Эта информация может использоваться при поиске фотографий. Присылаемые на сайт снимки должны пройти утверждение редакторами сайта прежде чем будут приняты к публикации, что позволяет поддерживать высокий уровень качества материала. Как правило, фотографии на сайт попадают от споттеров.

## Форумы
Форумы на аirliners.net подразделяются на разделы о гражданских и военных самолётах, а также технические разделы. По состоянию на февраль 2013 на форумах было зарегистрировано около 160 000 человек, а количество сообщений в форуме по гражданской авиации превысило 5 миллионов.